# Wendia minima
Wendia minima är en flockblommig växtart som först beskrevs av Jean-Baptiste de Lamarck, och fick sitt nu gällande namn av Gaston Eugène Marie Bonnier och Georges de Layens. Wendia minima ingår i släktet Wendia och familjen flockblommiga växter. Inga underarter finns listade i Catalogue of Life.